# Jonkeria
Jonkeria es un género de terápsidos dinocéfalos que existió durante el Pérmico Medio. Fue descubierto en la meseta de Karroo en Sudáfrica. Era un herbívoro (podía ser carnívoro en ocasiones) de gran tamaño, pudo medir 3½ metros e incluso llegar hasta 4 o 5 metros, el cráneo medía cerca de 55 cm de largo.

## Descripción

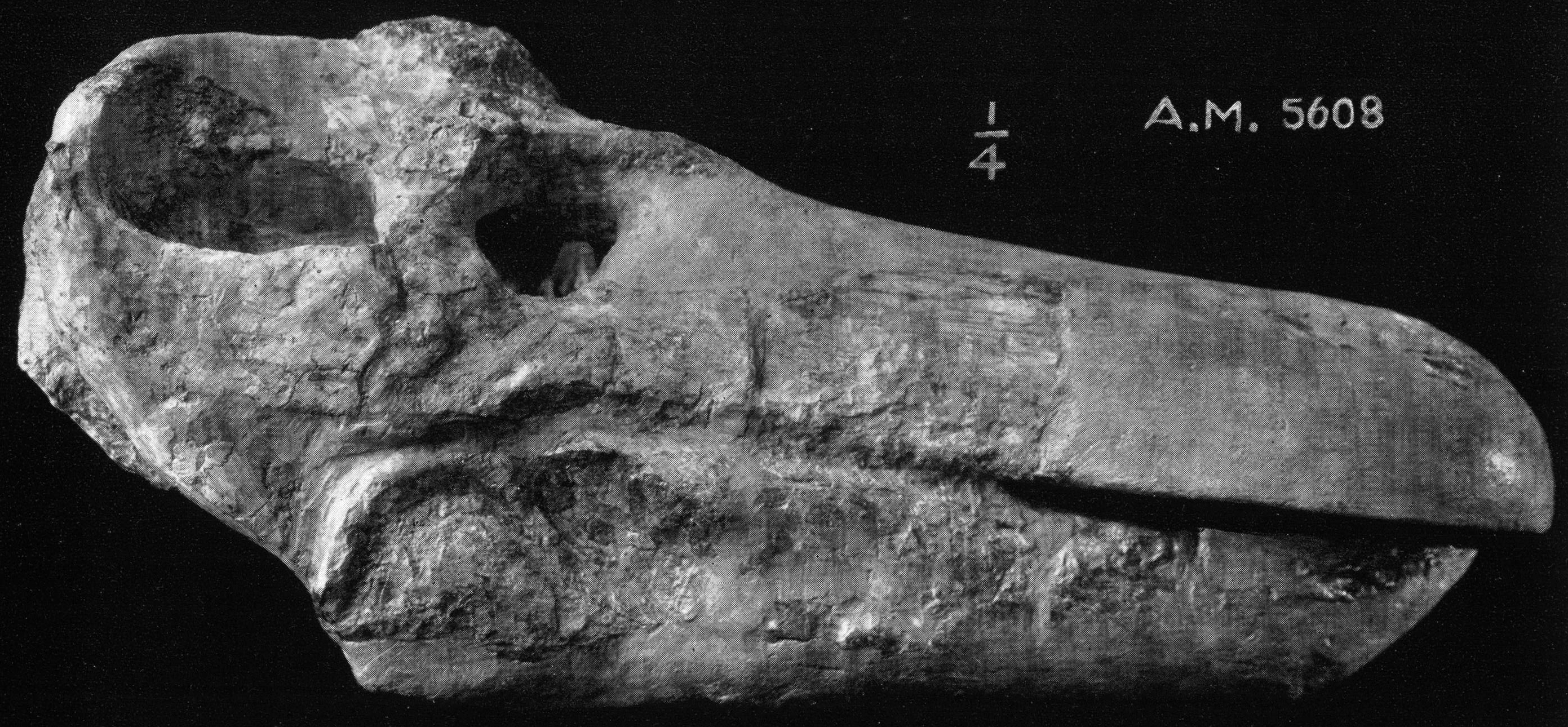
Cráneo de Jonkeria ingens

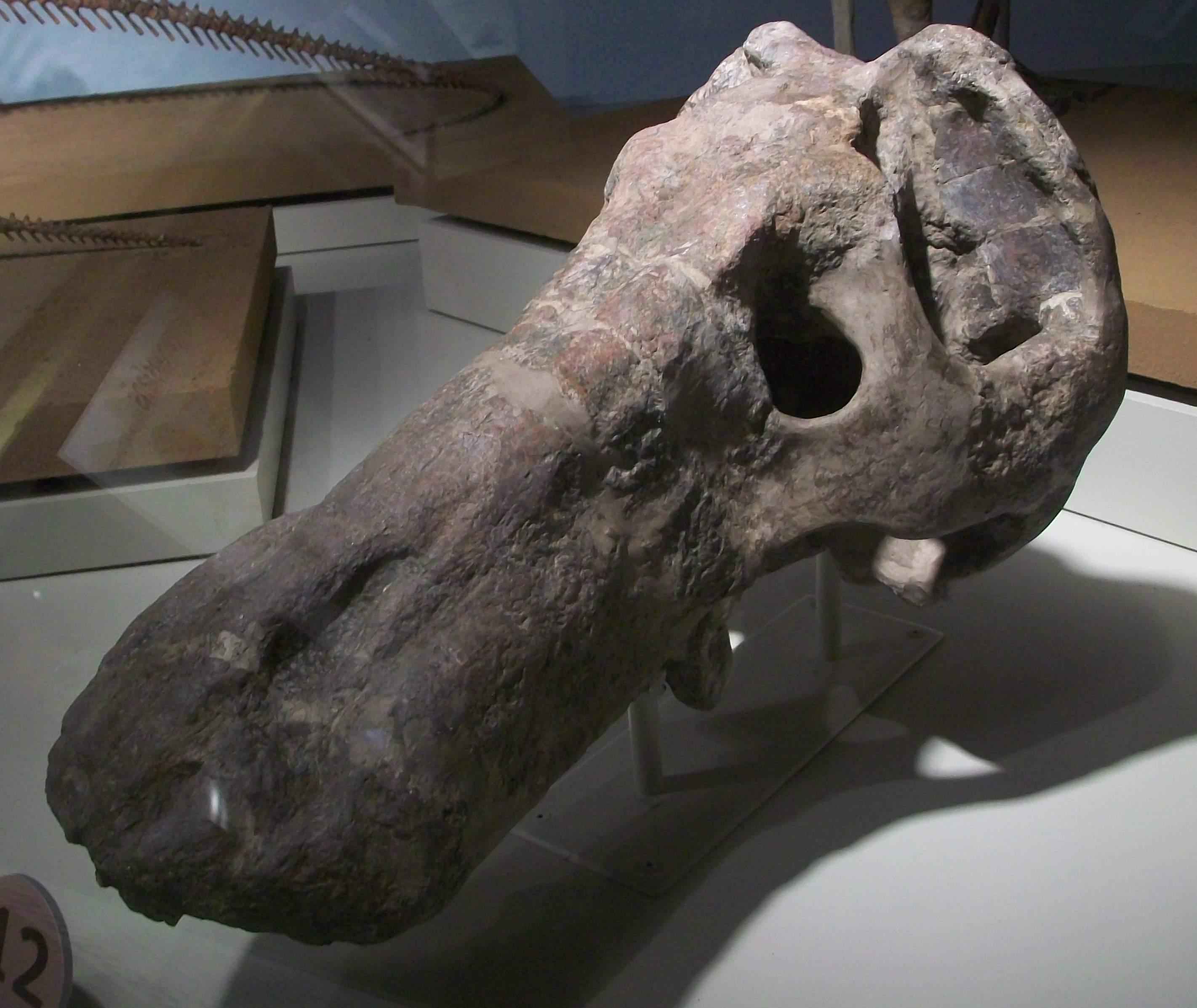
Cráneo de Jonkeria sp en el Museo Field de Historia Natural, Chicago.

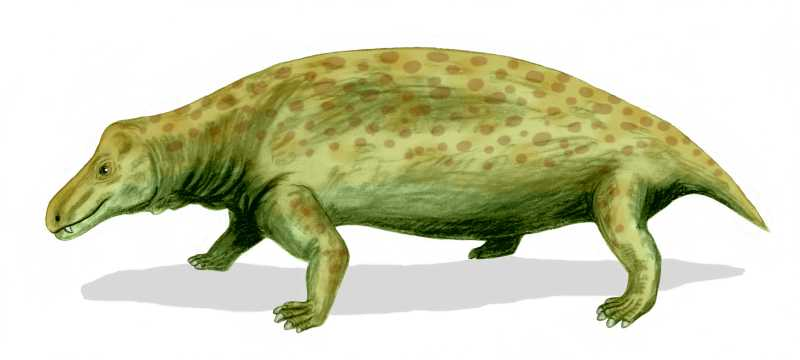
Representación artística de Jonkeria truculenta.

El cráneo tenía cerca del doble de largo que de ancho, con un hocico alargado provisto con incisivos afilados y caninos grandes. Los molares eran más bien pequeños.
El cuerpo tenía complexión robusta, con extremidades gruesas. Jonkeria no podía distinguirse de su pariente Titanosuchus basado en las características del cráneo, solamente difería en la longitud de las extremidades; pues Jonkeria tenía extremidades cortas y robustas mientras Titanosuchus poseía extremidades más largas.

## Clasificación
Se han establecido cerca de una docena de especies, incluyendo la especie tipo, J. truculenta. Al menos algunas de las otras especies se hicieron sinónimas por Boonstra en 1969. No ha habido ninguna revisión reciente del género Jonkeria.